# Тагрынгытгын
Тагрынгытгын — горько-солёное озеро лиманного типа в Провиденском районе Чукотского автономного округа России. Расположено на косе, отделяющей Мечигменскую губу от Берингова моря. Соединено протокой с соседним озером Кэвальгытгын.
Название в переводе с чукот. — «нижнее озеро» (по своему расположению относительно ближайших озёр).